# Nocrich (gmina)
Nocrich – gmina w Rumunii, w okręgu Sybin. Obejmuje miejscowości Fofeldea, Ghijasa de Jos, Hosman, Nocrich i Țichindeal. W 2011 roku liczyła 2868 mieszkańców.